# Oscar Weigert
Oscar Weigert (* 12. August 1886 in Berlin; † 6. Januar 1968 in Chevy Chase, Maryland) war ein deutsch-US-amerikanischer Verwaltungsjurist und Arbeitsrechtler.

## Leben
Weigert studierte Rechtswissenschaften an den Universitäten Berlin, Freiburg, Kiel und Marburg. Von 1915 bis 1918 war er im Magistrat der Stadt Posen, von 1919 bis 1933 war er im Reichsarbeitsministerium Abteilungsleiter für Arbeitsvermittlung und Erwerbslosenfürsorge, zuletzt als Ministerialdirigent. Der Protestant wurde im März 1933 nach dem Gesetz zur Wiederherstellung des Berufsbeamtentums in den Ruhestand versetzt, weil ihm seine „nichtarische“ Herkunft vorgeworfen wurde.
Seit 1932 war er mit der Psychoanalytikerin Edith Weigert verheiratet. 1933 emigrierte er in die USA, 1935 das Paar mit dem Sohn Wolfgang Oscar (1932–2009) nach Ankara, wo Weigert an der Ausarbeitung des türkischen Arbeitsgesetzes maßgeblich beteiligt war. Dort trafen sie u. a. regelmäßig den Kinderarzt Albert Eckstein und Ernst Reuter zu gelehrten Vortragsabenden, die zu ihren Freunden wurden. 1938 zog die Familie wieder in die USA, wo er an der American University in Washington Professor für vergleichende Sozialgesetzgebung und Referent im Arbeitsministerium der Vereinigten Staaten wurde.

## Einzelbelege
1. ↑  Rainer Möckelmann: Wartesaal Ankara: Ernst Reuter. Exil und Rückkehr nach Berlin, Berlin 2016, S. 88

| Personendaten    | Personendaten                                                   |
| ---------------- | --------------------------------------------------------------- |
| NAME             | Weigert, Oscar                                                  |
| KURZBESCHREIBUNG | deutsch-US-amerikanischer Verwaltungsjurist und Arbeitsrechtler |
| GEBURTSDATUM     | 12. August 1886                                                 |
| GEBURTSORT       | Berlin                                                          |
| STERBEDATUM      | 6. Januar 1968                                                  |
| STERBEORT        | Chevy Chase (Maryland)                                          |